# Kinakina Island
Kinakina Island ist eine kleine Felseninsel vor der Küste der Region Otago und damit an der Ostseite der Südinsel von Neuseeland.

## Geographie
Die Insel befindet sich rund 50 km südsüdwestlich von Balclutha in der Bucht des Waipati Beach und des Waipati Estuary. Rund 980 m vom Strand entfernt erhebt sich die 125 m lange und bis zu 64 m breit Insel über 20 m aus der Bucht heraus.
Die Insel ist nicht mit Bäumen oder Büschen bewachsen.